# Ballada o więzieniu w Reading
Ballada o więzieniu w Reading (The Ballad of Reading Gaol) – poemat irlandzkiego poety, prozaika i dramaturga Oscara Wilde’a, zainspirowany przeżyciami autora z pobytu w zakładzie karnym, opublikowany w 1898. Tematem utworu jest egzekucja byłego żołnierza. Bohater w rzeczywistości nazywał się Charles Thomas Wooldridge. Za zbrodnię popełnioną na własnej żonie został skazany na powieszenie. Utwór został napisany strofą sześciowersową z rymami wewnętrzno-zewnętrznymi w niektórych wersach (In Debtors' Yard the stones are hard). Na język polski utwór tłumaczyli między innymi Jan Kasprowicz i Adam Włodek.
I never saw a man who looked
With such a wistful eye
Upon that little tent of blue
Which prisoners call the sky,
And at every drifting cloud that went
With sails of silver by.